# Alyce Mills
Pour les articles homonymes, voir Mills.
Alyce Mills (16 février 1899 - 27 avril 1990) est une actrice américaine. Elle est apparue dans des films muets, dont certains dans le rôle principal. Elle a joué en 1924 dans Daughters of the Night (en) et en 1926 dans Say It Again, ainsi que dans deux films de B. P. Schulberg avec William Powell : My Lady's Lips et Faint Perfume (en).

## Biographie
Elle est originaire de Pittsburgh, en Pennsylvanie, où elle fréquente le lycée Allegheny et remporte un concours de beauté avant de commencer une carrière dans le cinéma,. Elle arrive à Los Angeles en 1925 après avoir signé un engagement à long terme avec Schulberg.
Dans une critique de With This Ring, le Lansing State Journal écrit que Mills « s'est rapidement imposée comme l'une des figures prééminentes des jeunes acteurs. »
Elle épouse l'homme d'affaires William Davey en 1928. Il lui achète une maison et ils passent leur lune de miel à Honolulu, Hawaï. Elle se retire du monde du cinéma au moment de son mariage. Le couple divorce en 1937 et Davey épouse l'actrice Gloria Swanson en 1945.

## Filmographie
- 1924 : Daughters of the Night (en) : Betty Blair
- 1925 : Faint Perfume (en) : Ledda Perrin
- 1925 : The Keeper of the Bees : Molly Cameron
- 1925 : Morals For Men : Marion Winslow
- 1925 : My Lady's Lips : Dora Blake
- 1925 : Parisian Love : Jean D'Arcy
- 1925 : With This Ring (en)
- 1925 : School for Wives de Victor Halperin : Mary Wilson
- 1925 : Too Many Kisses (en) : Flapper
- 1926 : The Prince of Broadway (en) : Nancy Lee
- 1926 : Say It Again (en) : Princesse Elena
- 1926 : The Romance of a Million Dollars (en) : Marie Moore
- 1927 : The Whirlwind of Youth (en) : Cornelia Evans
- 1927 : Two Girls Wanted : Edna Delafield